# Saturnalia (Montanari)
Saturnalia è un romanzo di Danila Comastri Montanari del 2002, il decimo racconto delle indagini di Publio Aurelio Stazio, ed è la decima avventura del senatore romano Publio Aurelio Stazio.

## Trama
Siamo a Roma, nel 46 d.C., e il senatore Publio Aurelio Stazio è appena tornato dalle province della Gallia, giusto in tempo per celebrare i riti del Saturnalia, l'equivalente latino dell'odierno carnevale. Nel corso dei Saturnalia, i padroni e gli schiavi invertono i loro ruoli, in quella che dovrebbe essere un'atmosfera gioiosa. E quest'atmosfera sarebbe senz'altro allegra se non fosse per un assassino, che approfitta del capovolgimento dei ruoli tra padroni e servi per innescare una tremenda catena di omicidi apparentemente scollegati tra di loro...

## Personaggi
- Publio Aurelio Stazio: senatore di Roma
- Castore: il suo segretario
- Paride: il suo intendente
- Servilio e Pomponia: amici di Publio Aurelio
- Tiberio: giovane ladruncolo
- Mummio Vero: viceprefetto dei vigiles
- Caio Curio Catulo: augure
- Appio: primogenito di Catulo
- Mamerco: secondogenito di Catulo
- Faceto: vecchio intendente dei Catuli
- Marnia: ancella dei Catuli
- Cornelia Pulcra: madre di Mamerco
- Quinzia Metella Isaurica: Virgo Maxima delle Vestali
- Metella Primilla: nipote di Isaurica
- Porzio Comiano: tutore di Primilla
- Giunilla: vestale
- Vipsanio Prisco: Decano degli auguri
- Lurio: malavitoso della suburra
- Amalthusia: bambinaia della suburra
- Lupino e Minervina: bambini della suburra
- Callippo: commerciante di schiavi
- Perseide: prostituta
- Barbula: mendicante
- Ignazio: pompiere

## Edizioni
- Danila Comastri Montanari, Saturnalia, collana Publio Aurelio, Hobby & Work, 27 settembre 2002,  p. 350, ISBN 9788871335100.

- Danila Comastri Montanari, Saturnalia, collana Oscar Mondadori bestsellers, Mondadori, 18 novembre 2014,  p. 243, ISBN 978-88-04-64013-4.